# Mimancylistes
Mimancylistes es un género de escarabajos longicornios de la tribu Acanthocinini que contiene una sola especie, Mimancylistes malaisei. La especie fue descrita por Breuning en 1955.
Se distribuye por Camerún.